# قرار مجلس الأمن التابع للأمم المتحدة رقم 1876
قرار مجلس الأمن التابع للأمم المتحدة رقم 1876 المتخذ بالإجماع في 26 يونيو 2009.

## القرار
مدد مجلس الأمن ولاية مكتب الأمم المتحدة لدعم بناء السلام في غينيا بيساو حتى 31 ديسمبر، وطلب من الأمين العام إنشاء مكتب الأمم المتحدة المتكامل لبناء السلام في غينيا بيساو ليخلفه لفترة أولية مدتها 12 شهرًا بعد ذلك.
باعتماد القرار 1876 (2009) بالإجماع، شدد المجلس على أهمية إنشاء مكتب متكامل تماما مع التنسيق الفعال للاستراتيجيات والبرامج بين وكالات الأمم المتحدة وصناديقها وبرامجها، وبين الأمم المتحدة والمانحين الدوليين، وبين مكتب الأمم المتحدة المتكامل لبناء السلام في غينيا بيساو والجماعة الاقتصادية دول غرب أفريقيا وبعثات الأمم المتحدة الأخرى في المنطقة.
وحث المجلس القادة السياسيين في غينيا بيساو على الامتناع عن إشراك الجيش في السياسة، وطالبهم باستخدام الوسائل القانونية والسلمية لحل خلافاتهم. ودعا حكومة غينيا بيساو إلى إجراء تحقيقات ذات مصداقية وشفافة في الاغتيالات السياسية التي وقعت في آذار/مارس وحزيران/يونيو وتقديم المسؤولين عنها إلى العدالة.
في 23 حزيران/يونيو، استمع المجلس إلى إحاطة عن الحالة في غينيا بيساو قدمها جوزيف موتابوبا، ممثل الأمين العام ورئيس مكتب الأمم المتحدة لدعم بناء السلام في غينيا بيساو.